# Саакян Гурген Серобович
Гурген Серобович Саакян (вірм. Գուրգեն Սերոբի Սահակյան; 10 вересня 1913, Сарнахпюр, Російська імперія — 26 березня 2000, Єреван) — радянський вірменський астрофізик, доктор фізико-математичних наук (1963), професор (1964), академік Академії наук Вірменської РСР (1982), заслужений діяч науки і техніки Вірменської РСР (1970).

## Біографія
Народився в селі Сарнахпюр (у той час — Анійський район) Вірменії. У 1939 році закінчив Єреванський університет і від того ж року почав працювати в ньому. Учасник Німецько-радянської війни. Після війни повернувся до роботи в Єреванському університеті, з 1950 — завідувач кафедрою теоретичної фізики, в 1967–1972 — декан фізичного факультету. У 1950–1962 працював в Єреванському інституті фізики, у 1962–1970 — у Бюраканській астрофізичній обсерваторії.
Основні праці в області теорії надщільних небесних тіл. Спільно з В. А. Амбарцумяном вперше провів систематичне дослідження термодинамічних властивостей речовин при щільності порядку і вище ядерної, побудував моделі зірок з виродженого газу баріонів. Ввів в розгляд поняття гіперіонних зірок. Першим став вивчати структуру нуклонів шляхом аналізу кутового розподілу електронів при пружному розсіюванні їх на нуклонах. Вивчив роль π-мезонів у термодинаміці виродженої зоряної речовини. Встановив наявність ефекту піонізаціі замість ефекту нейтронізаціі, що розглядався раніше, а також існування фазового переходу з електронно-ядерної плазми в стан суцільної ядерної речовини, який супроводжується стрибком щільності приблизно в 500 разів.

## Публікації
- Саакян Г. С. Основы релятивистской теории гравитации (Учебно-вспомогательное пособие). — Ереван: Издательство Ереванского университета, 1987.
- Саакян Г. С. Пространство — время и гравитация. — Ереван: Издательство Ереванского университета, 1985.
- Саакян Г. С. Физика нейтронных звезд. — Ереван: Издательство Ереванского университета, 1995.